# Lady Be Good (film 1928)
Lady Be Good è un film muto del 1928 diretto da Richard Wallace.

## Trama
Jack e Mary lavorano nel vaudeville come maghi. Il loro affiatamento va in crisi e, dopo un ennesimo litigio, i due si lasciano. Mary diventa la partner di un ballerino ma presto rompe con lui, dopo aver subito delle avances non gradite. Finita in una cittadina del West, viene a sapere che lì vicino si esibisce Jack. Mary si reca a teatro per vedere il suo spettacolo, ma si rende conto che l'ex partner si trova in difficoltà a lavorare senza di lei. Così, nascostamente, lei rimpiazza la nuova assistente: quando Jack se ne accorge, è felice di ritrovare la sua compagna e i due fanno finalmente pace, rimettendosi insieme.

## Produzione
Il film fu prodotto dalla First National Pictures.

## Distribuzione
Distribuito dalla First National Pictures, il film uscì nelle sale cinematografiche statunitensi il 6 maggio 1928. In Brasile, il titolo venne tradotto in De Fome à Fama.
Non si conoscono copie ancora esistenti della pellicola che viene considerata presumibilmente perduta.